# Paraploactis obbesi
Paraploactis obbesi är en fiskart som först beskrevs av Weber, 1913.  Paraploactis obbesi ingår i släktet Paraploactis och familjen Aploactinidae. Inga underarter finns listade i Catalogue of Life.